# Feuilleté de saucisse
Un feuilleté de saucisse ou roulés de saucisse est un snack salé, populaire dans les nations actuelles et anciennes du Commonwealth. Ils sont vendus dans des points de vente au détail et sont également disponibles dans les boulangeries en tant qu'aliments à emporter. Une version miniature peut être servie comme buffet ou comme plat de fête. Parmi les recettes similaires de viande et de pâtisserie, citons le klobásník tchèque, le saucijzenbroodje néerlandais, le Münsterländer Wurstbrötchen allemand et le pain saucisse aux États-Unis.

## Composition
La composition de base d'un feuilleté de saucisse est constituée de feuilles de pâte feuilletée formées en tubes autour de la chair à saucisse et dorées à l'œuf ou au lait avant d'être cuites. Ils peuvent être servis chauds ou froids. Au XIXe siècle, ils étaient fabriqués avec de la pâte brisée au lieu de la pâte feuilletée.
Une approximation végétarienne ou végétalienne d'un feuilleté de saucisse peut être faite de la même manière, en utilisant un substitut de viande.

## Vente
Au Royaume-Uni, la chaîne de boulangeries Greggs vend environ 2,5 millions de roulés aux saucisses par semaine, soit environ 140 millions par an.

## Histoire
L'enveloppement de la viande ou d'autres aliments dans de la pâte remonte à l'antiquité grecque. Cependant, les roulades de saucisses, au sens moderne de viande entourée de pâte roulée, semblent avoir été conçues au début du XIXe siècle en France. Dès le début, on a utilisé une pâte levée feuilletée. Les premières versions du petit pain fourré au porc se sont avérées populaires à Londres pendant les guerres napoléoniennes et il est devenu un plat anglais.
Le 20 septembre 1809, le Bury and Norwich Post mentionne T. Ling, âgé de 75 ans (un vendeur assidu de salopettes, de brioches et de roulés aux saucisses). Le Times mentionne pour la première fois cet aliment en 1864, lorsque William Johnstone, « fabricant en gros de tourtes au porc et de roulés aux saucisses », est condamné à une amende de 15 £ (2015 : 1 300 £), en vertu de la loi de 1863 sur l'élimination des nuisances (amendement), pour avoir détenu dans ses locaux une grande quantité de viande douteuse, malsaine et impropre à la consommation. En 1894, une affaire de vol a permis de mieux comprendre la fabrication des petits pains à la saucisse de l'époque victorienne : l'apprenti accusé avait appris à tremper du pain brun dans de l'ocre rouge, du sel et du poivre pour donner l'apparence d'une saucisse de bœuf pour la garniture.

## Dans la culture populaire
- L'opérette de Gilbert et Sullivan de 1896, Le Grand Duc, présente des petits feuilletés de saucisse comme élément de l'intrigue[9], où les conspirateurs se reconnaissent les uns les autres en mangeant des petits pains aux saucisses.
- LadBaby a été numéro un à trois reprises dans les hit-parades britanniques avec des reprises sur le thème des feuilletés de saucisse des chansons We Built this City[10], I Love Rock 'n' Roll[11], et Don't Stop Believing[12].